# Lew Worsham
Lewis Elmer "Lew" Worsham, född 1917, död 19 oktober 1990, var en professionell amerikansk golfspelare från Newport News i Virginia.
Worsham vann US Open på St Louis Country Club i Clayton i Missouri 1947 på 282 slag. Han vann efter 18 håls särspel mot Sam Snead med ett slag.
Worsham vann 1953 Tam O'Shanter World Championship som var den första PGA-tävlingen som visades på TV. På det sista hålet slog han en wedge från 95 meter som gick direkt i koppen vilket innebar en eagle och seger i tävlingen. Det året vann han den amerikanska PGA-tourens penningliga där han spelade mellan 1946 och 1955.
| Majorsegrare genom tiderna                                                                                    |           |             |           |                  |
| 200 olika spelare har vunnit i herrarnas majortävlingar. Lew Worsham var den 80:e spelaren som vann en major. |           |             |           |                  |
| 1:a | 79:e      | 80:e        | 81:a      | 200:e            |
| Willie Park Sr                                                                                                | Ben Hogan | Lew Worsham | Fred Daly | Louis Oosthuizen |
| Lista över golfens majorsegrare                                                                               |           |             |           |                  |